# Muga
|  | Per a altres significats, vegeu «la Muga (desambiguació)». |

La Muga és un riu pirinenc d'orientació oest-est (ponent-llevant) i de règim pluvial, que desemboca a la Mediterrània. Neix al puig de la Llibertat, al Pla de la Muga, situat entre els termes d'Albanyà i Serrallonga, i desemboca al golf de Roses a la urbanització d'Empuriabrava, després d'haver travessat les poblacions d'Albanyà, Sant Llorenç de la Muga, Terrades, Darnius, Boadella i Les Escaules, Pont de Molins, Vilanova de la Muga i Castelló d'Empúries. La seva superfície és de 961 km.

## Etimologia
A l'antiguitat, el riu apareix documentat solament pel geògraf grec Claudi Ptolemeu, sota la forma Sambuca. L'origen del topònim és desconegut, de manera que cal pensar que prové d'alguna llengua preromana. A partir del segle ix, torna a aparèixer documentat, ara sí amb la forma inequívoca de Sambuca, i ja cap al segle x apareixen les primeres formes amb 'g': Sambuga. Més tard, la forma apareix simplificada com a Samuga, i llavors fou interpretat com a sa Muga, amb l'article salat que aquella època encara devia ser comú a la zona; amb la substitució d'aquest article per l'article literari a la parla popular, l'article del riu també mudà i així esdevingué la Muga.
Hom ha proposat que el riu Anystus que cita Aviè fes referència a la Muga; no obstant això, no hi ha prou indicis per jutjar si aquesta interpretació és encertada o no.

## Recorregut
Neix sota el Pla de la Muga (1186 m d'altitud), a migjorn de la muntanya de Montnegre (1425 m), al límit entre el Vallespir i l'Alt Empordà, i a partir de l'Hostal de la Muga (a banda i banda de riu) constitueix durant uns 5,5 km el límit fronterer francoespanyol. Rep principalment les aigües de la zona axial dels Pirineus (roc de Frausa, serra de les Salines, serra de l'Albera), travessa per profundes valls els sediments subpirinencs, força tectonitzats, i surt per Pont de Molins a l'ampla plana de l'Alt Empordà. Prop de Darnius, en un engorjat epigènic, ha estat embassat (embassament de Boadella). Prop de Peralada rep el Llobregat d'Empordà, més cabalós que ell mateix, i després de Vilanova de la Muga, el Manol. Desemboca al golf de Roses, al terme municipal de Castelló d'Empúries, entre els aiguamolls de l'Empordà i Empuriabrava, després de 58 km de curs. Els aterraments n'han destruït l'antic estuari i el grau medieval, dit el grau de la Muga, al nord de l'actual desembocadura de la Mugueta, antic braç del riu. El seu cabal mig a la desembocadura és de 3,34 m³/s.
Durant un segment, a la capçalera, fa de límit municipal o comunal, comarcal i estatal. Les fites de la 523 a la 534 estan situades al llarg de la davallada de la línia termenal des de dalt de la carena principal dels Pirineus fins a la Muga. La fita 534 és a la confluència del Còrrec del Solà amb la Muga; és una creu gravada i pintada en una roca vertical. La frontera segueix aigües avall el riu, fins a prop del Molí de la Frau, on l'abandona per trencar cap al nord-est i, passant pel Puig d'en Roger, va a buscar el riu Major, on aquest riu esdevé termenal. Les fites 535 a 542 marquen aquest tram: al riu Major es troben la fita 543, al lloc on el termenal gira cap al nord, ja abandonant definitivament la Muga.
A l'octubre del 1940 va provocar una terrible inundació a la plana empordanesa.

### Afluents
En són afluents principals l'Àlguema, l'Anyet, l'Arnera, el Llobregat d'Empordà, el Manol, l'Orlina i el Ricardell. Travessa les poblacions d'Albanyà, Costoja, Sant Llorenç de la Muga, Boadella d'Empordà, Les Escaules, Pont de Molins, Cabanes, Vilanova de la Muga, Castelló d'Empúries i Empuriabrava.

## Ecologia
Les ribes estan plenes de la vegetació de ribera: verns, pollancres. Pel que fa a la diversitat zoològica és poblat per típiques espècies de riu català, barbs i truites, crancs de riu (actualment dominat pel cranc de riu americà, l'autòcton ha gairebé desaparegut), anguiles, serps d'aigua, salamandres, gripaus, granotes… A la desembocadura hi ha llisses i llobarros.